# Dessin d'enfant
En matemáticas, se denomina dessin d'enfant a un tipo de grafo embebido utilizado para estudiar las superficies de Riemann y obtener invariantes combinatorios para la acción del grupo absoluto de Galois sobre los números racionales. El término usado para denominar estas incrustaciones procede del francés, idioma en el que significa "dibujo de un niño"; su plural es dessins d'enfant ("dibujos de niño"), o dessins d'enfants ("dibujos de niños").
Un dessin d'enfant es un grafo con sus vértices coloreados alternativamente en blanco y negro, embebido en una superficie orientada que, en muchos casos, es simplemente un plano. Para que exista el coloreado, el grafo debe ser bipartito. Se requiere que las caras de la incrustación sean discos topológicos. La superficie y la incrustación se pueden describir combinatoriamente usando un sistema de rotación, un orden cíclico de los bordes que rodean cada vértice del grafo que describe el orden en que los bordes serían cruzados por un camino que viaja en el sentido de las agujas del reloj sobre la superficie en un pequeño bucle alrededor del vértice.
Cualquier diseño puede proporcionar a la superficie en la que está incrustado una estructura como una superficie de Riemann. Es natural preguntarse qué superficies de Riemann surgen de esta manera. La respuesta la proporciona el teorema de Belyi, que establece que las superficies de Riemann que pueden describirse mediante diseños son precisamente aquellas que pueden definirse como curvas algebraicas sobre el cuerpo de los números algebraicos. El grupo absoluto de Galois transforma estas curvas particulares entre sí y, por lo tanto, también transforma los diseños subyacentes.
Para un tratamiento más detallado de este tema, consúltese Schneps (1994) o Lando y Zvonkin (2004).

## Historia

### sigloXIX
Las primeras protoformas de dessins d'enfants aparecieron ya en 1856 en el cálculo icosiano desarrollado por William Rowan Hamilton; en términos modernos, se corresponden con el camino hamiltoniano en el grafo icosaédrico.
La función de Belyi utilizó dessins d'enfants modernos reconocibles, y Felix Klein denominó a estos diagramas Linienzüge (en alemán, plural de Linienzug "línea-pista"; término también usado para denominar a un polígono); usó un círculo blanco para la preimagen de 0 y un '+' para la preimagen de 1, en lugar de un círculo negro para el 0 y un círculo blanco para el 1 como en la notación moderna. Usó estos diagramas para construir una cubierta de 11 pliegues de la esfera de Riemann sola, con el grupo monodromo {\displaystyle PSL(2,11)}, siguiendo construcciones anteriores de una recubrimiento de 7 pliegues con monodromía {\displaystyle PSL(2,7)} conectado con la cuártica de Klein. Todos estos elementos estaban a su vez relacionados con sus investigaciones sobre la geometría de la ecuación quíntica y el grupo {\displaystyle A_{5}=PSL(2,5)}, recopilado en sus famosas "Conferencias sobre el icosaedro" de 1884/88. Mucho más adelante se demostró que las tres superficies construidas de esta manera a partir de estos tres grupos estaban estrechamente relacionadas a través del fenómeno de las denominadas trinidades.

### sigloXX
Los dessins d'enfant en su forma moderna fueron redescubiertos más de un siglo después por Alexander Grothendieck, quien los mencionó en su obra de 1984 Esquisse d'un Programme.Zapponi (2003) cita un párrafo en el que Grothendieck relata su descubrimiento de la acción de Galois mediante los dessins d'enfants:

Este descubrimiento, que es técnicamente tan simple, me impresionó mucho y representa un punto de inflexión decisivo en el curso de mis reflexiones, un cambio en particular de mi centro de interés en las matemáticas, que de repente se encontró fuertemente enfocado. No creo que un hecho matemático me haya impactado tan fuertemente como éste, ni haya tenido un impacto psicológico comparable. Esto se debe seguramente a la naturaleza muy familiar, no técnica, de los objetos considerados, de los cuales cualquier dibujo infantil garabateado en un trozo de papel (al menos si el dibujo se hace sin levantar el lápiz) da un ejemplo perfectamente explícito. A tal diseño encontramos asociados sutiles invariantes aritméticos, que se vuelven completamente patas arriba en cuanto añadimos un trazo más.

Parte de la teoría ya había sido desarrollada de forma independiente por Jones y Singerman (1978) algún tiempo antes que Grothendieck. Describen la correspondencia entre mapas en superficies topológicas, mapas en superficies de Riemann y grupos con ciertos generadores distinguidos, pero no consideran la acción de Galois. Su noción de mapa corresponde a un caso particular de dessin d'enfant. El trabajo posterior de Bryant y Singerman (1985) extendió el tratamiento a las superficies con un límite.

## Superficies de Riemann y pares de Belyi
Los números complejos, junto con un punto especial designado como {\displaystyle \infty }, forman un espacio topológico conocido como esfera de Riemann. Cualquier polinomio y, más generalmente, cualquier función racional {\displaystyle p(x)/q(x)} donde {\displaystyle p} y {\displaystyle q} son polinomios, transforma la esfera de Riemann asignándola a sí misma.
Considérese, por ejemplo, la función racional
{\displaystyle f(x)=-{\frac {(x-1)^{3}(x-9)}{64x}}=1-{\frac {(x^{2}-6x-3)^{2}}{64x}}.}

El dessin d'enfant que surge de la función racional:
(No está a escala)

En la mayoría de los puntos de la esfera de Riemann, esta transformación es un homeomorfismo local: hace corresponder un pequeño disco centrado en cualquier punto de forma unívoca en otro disco. Sin embargo, en ciertos puntos críticos, la aplicación es más complicada y hace corresponder un disco centrado en el punto en una forma {\displaystyle k}-a-uno en su imagen. El número {\displaystyle k} se conoce como el "grado" del punto crítico y la imagen transformada de un punto crítico se conoce como valor crítico.
En el ejemplo anterior, {\displaystyle f} tiene los siguientes puntos críticos y valores críticos (también se incluyen algunos puntos de la esfera de Riemann que, aunque no son críticos en sí mismos, se asignan a uno de los valores críticos, que se indican con grado uno).
| Punto crítico x                              | Valor crítico f(x)      | grado             |
| -------------------------------------------- | ----------------------- | ----------------- |
| {\displaystyle 0}                            | {\displaystyle \infty } | {\displaystyle 1} |
| {\displaystyle 1}                            | {\displaystyle 0}       | {\displaystyle 3} |
| {\displaystyle 9}                            | {\displaystyle 0}       | {\displaystyle 1} |
| {\displaystyle 3+2{\sqrt {3}}\approx 6.464}  | {\displaystyle 1}       | {\displaystyle 2} |
| {\displaystyle 3-2{\sqrt {3}}\approx -0.464} | {\displaystyle 1}       | {\displaystyle 2} |
| {\displaystyle \infty }                      | {\displaystyle \infty } | {\displaystyle 3} |

Se puede formar un dessin d'enfant a partir de {\displaystyle f} colocando puntos negros en las preimágenes de 0 (es decir, en 1 y 9), puntos blancos en las preimágenes de 1 (es decir, en {\displaystyle 3\pm 2{\sqrt {3}}}) y arcos en las preimágenes del segmento [0, 1]. Este segmento de línea tiene cuatro preimágenes, dos en el segmento de línea del 1 al 9 y dos formando una curva cerrada simple que gira desde el 1 hacia sí misma, rodeando al 0; el diseño resultante se muestra en la figura.

Transformación de un dessin d'enfant en un patrón de encolado para semiespacios de una superficie de Riemann incluyendo puntos en el infinito

En la otra dirección, a partir de este diseño, descrito como un objeto combinatorio sin especificar las ubicaciones de los puntos críticos, se puede formar una superficie de Riemann, y una aplicación desde esa superficie hasta la esfera de Riemann, equivalente a la correspondencia de la que se originó el diseño construido. Para hacerlo, debe colocarse un punto con la etiqueta {\displaystyle \infty } dentro de cada región del diseño (que se muestra como los puntos rojos en la segunda figura), y triangular cada región conectando este punto con los puntos blancos y los puntos negros que forman el límite de la región, conectándose varias veces con el mismo punto blanco o negro si aparece varias veces en el límite de la región. Cada triángulo de la triangulación tiene tres vértices etiquetados como 0 (para los puntos negros), 1 (para los puntos blancos) o {\displaystyle \infty }. Para cada triángulo, se debe sustituir un semiplano, ya sea el semiplano superior por un triángulo que tiene 0, 1 y {\displaystyle \infty } en el sentido contrario a las agujas del reloj; o el semiplano inferior por un triángulo que los tiene en el sentido de las agujas del reloj, y para cada par de triángulos adyacentes, se deben pegar los semiplanos correspondientes juntos en la parte de sus límites indicados por las etiquetas de los vértices. La superficie de Riemann resultante se puede hacer corresponder con la esfera de Riemann usando el mapa de identidad dentro de cada semiplano. Así, el dessin d'enfant formado a partir de {\displaystyle f} es suficiente para describir la propia función {\displaystyle f} hasta el biholomorfismo. Sin embargo, esta construcción identifica la superficie de Riemann solo como una variedad con estructura compleja, si bien no construye una incrustación de esta variedad como una curva algebraica en el plano proyectivo complejo, aunque tal incrustación siempre existe.
La misma construcción se aplica de forma más general cuando {\displaystyle X} es cualquier superficie de Riemann y {\displaystyle f} es una función de Belyi; es decir, una función holomorfa {\displaystyle f} de {\displaystyle X} a la esfera de Riemann que tiene solo 0, 1 y {\displaystyle \infty } como valores críticos. Un par de elementos {\displaystyle (X,f)} de este tipo se conoce como "par de Belyi". De cualquier par de Belyi {\displaystyle (X,f)} se puede formar un dessin d'enfant, dibujado en la superficie {\displaystyle X}, que tiene sus puntos negros en las preimágenes {\displaystyle f^{-1}(0)} de 0, sus puntos blancos en las preimágenes {\displaystyle f^{-1}(1)} de 1, y sus aristas colocadas en las preimágenes {\displaystyle f^{-1}([0,1])} del segmento de línea {\displaystyle [0,1]}. Por el contrario, cualquier dessin d'enfant en cualquier superficie {\displaystyle X} se puede usar para definir instrucciones de pegado para una colección de semiespacios que juntos forman una superficie de Riemann homeomorfa a {\displaystyle X}; mapear cada medio espacio por la identidad de la esfera de Riemann produce una función de Belyi {\displaystyle f} en {\displaystyle X} y, por lo tanto, conduce a un par de Belyi {\displaystyle (X,f)}. Cualesquiera dos pares de Belyi {\displaystyle (X,f)} que conduzcan a dessins d'enfant combinatoriamente equivalentes son biholomórficos, y el teorema de Belyi implica que, para cualquier superficie compacta de Riemann {\displaystyle X} definida sobre los números algebraicos, hay una función de Belyi {\displaystyle f} y un dessin d'enfant que proporciona una descripción combinatoria de ambos {\displaystyle X} y {\displaystyle f}.

## Mapas e hipermapas

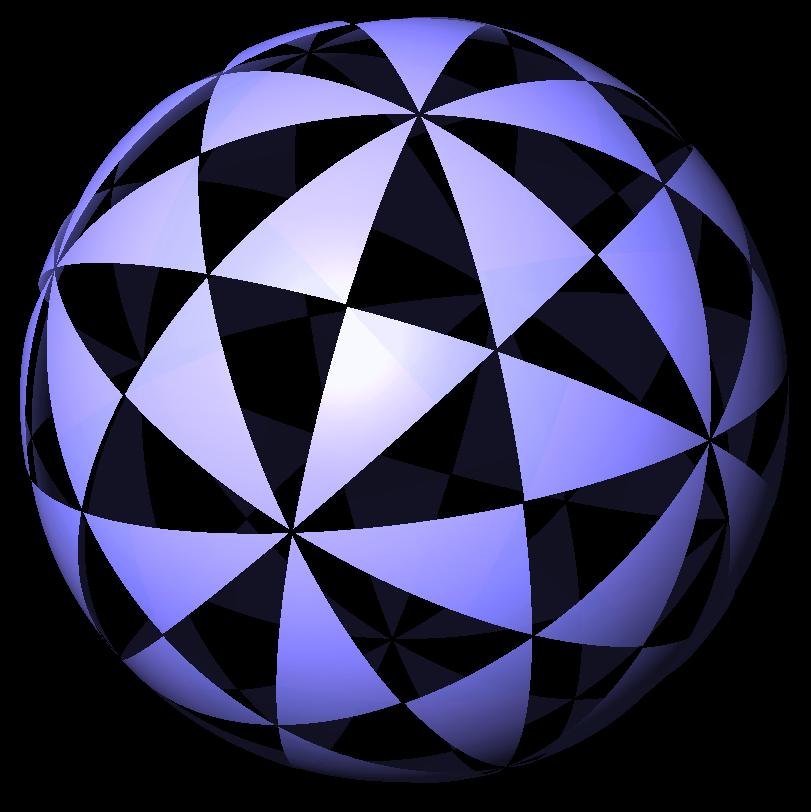
La triangulación de la esfera con el grupo de triángulos (2,3,5), generada usando el dodecaedro regular para construir un diseño limpio

La triangulación del plano hiperbólico con el grupo de triángulos (2,3,7) generado como la cubierta universal de la cuártica de Klein

Un vértice en un diseño de un grafo tiene un grado teórico, el número de aristas incidentes, que es igual a su grado como punto crítico de la función de Belyi. En el ejemplo anterior, todos los puntos blancos tienen grado dos; los diseños con la propiedad de que cada punto blanco tiene dos aristas se conocen como limpios, y sus correspondientes funciones de Belyi se denominan puras. Cuando esto sucede, se puede describir el diseño mediante un grafo incrustado más simple, uno que tiene solo los puntos negros como vértices y que tiene un borde para cada punto blanco con puntos finales en los dos puntos negros vecinos del punto blanco. Por ejemplo, el diseño que se muestra en la figura podría dibujarse más simplemente de esta manera como un par de puntos negros con una línea entre ellos y un bucle en uno de los puntos.
Es común dibujar solo los puntos negros de un diseño limpio y dejar los puntos blancos sin marcar; se puede recuperar el diseño completo agregando un punto blanco en el punto medio de cada línea del mapa.
Por lo tanto, cualquier incrustación de un grafo en una superficie en la que cada cara es un disco (es decir, un mapa topológico) da lugar a un diseño al tratar los vértices del grafo como puntos negros de un diseño y colocar puntos blancos en el punto medio de cada borde del diseño del grafo incrustado.
Si un mapa corresponde a una función de Belyi {\displaystyle f}, su grafo dual (el diseño formado a partir de las preimágenes del segmento de línea {\displaystyle [1,\infty ]}) corresponde al inverso multiplicativo {\displaystyle 1/f}.
Un diseño que no esté limpio se puede transformar en un diseño limpio en la misma superficie, recoloreando todos sus puntos de negro y añadiendo nuevos puntos blancos en cada uno de sus bordes. La transformación correspondiente de los pares de Belyi es reemplazar una función de Belyi {\displaystyle \beta } por la función de Belyi pura {\displaystyle \gamma =4\beta (1-\beta )}. Se pueden calcular los puntos críticos de {\displaystyle \gamma } directamente a partir de esta fórmula: {\displaystyle \gamma ^{-1}(0)=\beta ^{-1}(0)\cup \beta ^{-1}(1)}, {\displaystyle \gamma ^{-1}(\infty )=\beta ^{-1}(\infty )} y {\displaystyle \gamma ^{-1}(1)=\beta ^{-1}({\tfrac {1}{2}})}. Así, {\displaystyle \gamma ^{-1}(1)} es la preimagen bajo {\displaystyle \beta } del punto medio del segmento de línea {\displaystyle [0,1]}, y los bordes del diseño formado por {\displaystyle \gamma } subdividen los bordes del diseño formado por {\displaystyle \beta }.
Bajo la interpretación de un diseño limpio como un mapa, un diseño arbitrario es un hipermapa: es decir, un dibujo de un hipergrafo en el que los puntos negros representan vértices y los puntos blancos representan hiperbordes.

## Mapas regulares y grupos de triángulos
Los cinco sólidos platónicos (el tetraedro, el cubo, el octaedro, el dodecaedro y el icosaedro regulares), vistos como superficies bidimensionales, tienen la propiedad de que se puede hacer corresponder cualquier bandera (un triplete formado por un vértice, una arista y una cara que se encuentran) a cualquier otra bandera por una simetría de la superficie. De manera más general, un mapa incrustado en una superficie con la misma propiedad, en el que cualquier bandera puede transformarse en cualquier otra bandera mediante una simetría, se denomina mapa regular.
Si se usa un mapa regular para generar un diseño limpio y el diseño resultante se usa para generar una superficie de Riemann triangulada, entonces los bordes de los triángulos se encuentran en las líneas de simetría de la superficie y los elementos reflejados a través de esas líneas generan un grupo de simetría llamado grupo triangular, para el que los triángulos forman los dominios fundamentales. Por ejemplo, la figura muestra el conjunto de triángulos así generados a partir de un dodecaedro regular. Cuando el mapa regular se encuentra en una superficie cuyo genus es mayor que uno, el espacio recubridor de la superficie es el plano hiperbólico, y el grupo de triángulos en el plano hiperbólico formado a partir de la triangulación elevada es un grupo fuchsiano (cocompacto) que representa un conjunto discreto de isometrías del plano hiperbólico. En este caso, la superficie inicial es el cociente del plano hiperbólico por un subgrupo Γ de ídice finito en este grupo.
Por el contrario, dada una superficie de Riemann que es cociente de un teselado {\displaystyle (2,3,n)} (un teselado de la esfera, del plano euclídeo o del plano hiperbólico mediante triángulos con ángulos {\displaystyle {\tfrac {\pi }{2}}}, {\displaystyle {\tfrac {\pi }{3}}} y {\displaystyle {\tfrac {\pi }{n}}}), el diseño asociado es el grafo de Cayley dado por los generadores del grupo de orden dos y de orden tres, o equivalentemente, el teselado de la misma superficie mediante {\displaystyle n}-gonos reuniendo tres por vértice. Los vértices de este teselado dan los puntos negros del diseño, los centros de las aristas dan los puntos blancos, y los centros de las caras dan los puntos sobre el infinito.

## Árboles y polinomios de Shabat

El dessin d'enfant correspondiente al monomio séxtico

Los polinomios de Chebyshov y los correspondientes dessins d'enfants, en grafos camino alternativamente coloreados

Los grafos bipartitos más simples son los árboles. Cualquier incrustación de un árbol tiene una sola región y, por lo tanto, por la fórmula de Euler se encuentra en una superficie esférica. El par de Belyi correspondiente forma una transformación de la esfera de Riemann que, si se coloca el polo en {\displaystyle \infty }, se puede representar como un polinomio. Por el contrario, cualquier polinomio con 0 y 1 como sus valores críticos finitos, forma una función de Belyi desde la esfera de Riemann hacia sí mismo, que tiene un único punto crítico de valor infinito y corresponde a un dessin d'enfant que es un árbol. El grado del polinomio es igual al número de aristas en el árbol correspondiente. Tal función polinómica de Belyi se conoce como polinomio de Shabat, en referencia a George Shabat.
Por ejemplo, tomando {\displaystyle p} como el monomio {\displaystyle p(x)=x^{d}} se sabe que tiene solo un punto crítico finito y un valor crítico, ambos cero. Aunque 1 no es un valor crítico para {\displaystyle p}, todavía es posible interpretar {\displaystyle p} como una función de Belyi de la esfera de Riemann sobre sí misma porque todos sus valores críticos se encuentran en el conjunto {\displaystyle \{0,1,\infty \}}. El dessin d'enfant correspondiente es una estrella que tiene un vértice negro central conectado a {\displaystyle d} hojas blancas (un grafo bipartito completo {\displaystyle K_{1,d}}).
Más generalmente, un polinomio {\displaystyle p(x)} que tiene dos valores críticos {\displaystyle y_{1}} y {\displaystyle y_{2}} puede denominarse polinomio de Shabat. Tal polinomio puede normalizarse en una función de Belyi, con sus valores críticos en 0 y 1, mediante la fórmula
{\displaystyle q(x)={\frac {p(x)-y_{1}}{y_{2}-y_{1}}},} aunque es más conveniente dejar {\displaystyle p} en su forma no normalizada.
Una importante familia de ejemplos de polinomios de Shabat son los polinomios de Chebyshov del primer tipo, {\displaystyle T_{n}(x)}, que tienen −1 y 1 como valores críticos. Los diseños correspondientes toman la forma de grafo camino, alternando entre vértices blancos y negros, con {\displaystyle n} segmentos en el recorrido. Debido a la conexión entre los polinomios de Shabat y los polinomios de Chebyshov, los propios polinomios de Shabat a veces se denominan polinomios de Chebyshov generalizados.
Diferentes árboles, en general, corresponderán a diferentes polinomios de Shabat, al igual que diferentes incrustaciones o colores del mismo árbol. Hasta la normalización y las transformaciones lineales de su argumento, el polinomio de Shabat se determina únicamente a partir de la coloración de un árbol incrustado, pero no siempre es sencillo encontrar un polinomio de Shabat que tenga un árbol incrustado dado como su dessin d'enfant.

## El grupo absoluto de Galois y sus invariantes
El polinomio:
{\displaystyle p(x)=x^{3}(x^{2}-2x+a)^{2}\,}

Dos dessins d'enfants conjugados

se convierte en un polinomio de Shabat eligiendo:
{\displaystyle a={\frac {34\pm 6{\sqrt {21}}}{7}}.}
Las dos elecciones de {\displaystyle a} conducen a dos funciones de Belyi {\displaystyle f_{1}} y {\displaystyle f_{2}}. Estas funciones, aunque estrechamente relacionadas entre sí, no son equivalentes, ya que están descritas por los dos árboles no isomorfos que se muestran en la figura.
Sin embargo, como estos polinomios están definidos sobre el cuerpo de números algebraicos {\displaystyle \mathbb {Q} ({\sqrt {21}})}, pueden ser transformados por la acción del grupo absoluto de Galois {\displaystyle \Gamma } sobre los números racionales. Un elemento de {\displaystyle \Gamma } que transforma {\displaystyle {\sqrt {21}}} en {\displaystyle -{\sqrt {21}}} transformará {\displaystyle f_{1}} en {\displaystyle f_{2}} y viceversa, y por lo tanto también se puede decir que transforma cada uno de los dos árboles que se muestran en la figura en el otro árbol. De manera más general, debido al hecho de que los valores críticos de cualquier función de Belyi son los racionales puros 0, 1 y {\displaystyle \infty }, estos valores críticos no se modifican por la acción de Galois, por lo que esta acción lleva los pares de Belyi a otros pares de Belyi. Se puede definir una acción {\displaystyle \Gamma } sobre cualquier dessin d'enfant por la acción correspondiente sobre los pares de Belyi; esta acción, por ejemplo, permuta los dos árboles que se muestran en la figura.
Debido al teorema de Belyi, la acción de {\displaystyle \Gamma } sobre los diseños es fiel (es decir, cada dos elementos de {\displaystyle \Gamma } definen permutaciones diferentes sobre el conjunto de diseños), por lo que el estudio de los dessins d'enfants puede decir mucho sobre {\displaystyle \Gamma } en sí. En este sentido, es de gran interés comprender qué diseños pueden transformarse entre sí por la acción de {\displaystyle \Gamma } y cuáles no. Por ejemplo, se puede observar que los dos árboles que se muestran tienen los mismos grados para sus nodos negros y nodos blancos: ambos tienen un nodo negro de grado tres, dos nodos negros de grado dos, dos nodos blancos de grado dos y tres nodos blancos con grado uno. Esta igualdad no es casual: siempre que {\displaystyle \Gamma } transforme un diseño en otro, ambos tendrán la misma secuencia de grados. La secuencia de grados es un invariante conocido de la acción de Galois, pero no el único invariante.
El estabilizador de un diseño es el subgrupo de {\displaystyle \Gamma } que consta de elementos de grupo que dejan el diseño sin cambios. Debido a la correspondencia de Galois entre subgrupos de {\displaystyle \Gamma } y campos numéricos algebraicos, el estabilizador corresponde a un campo, el campo de módulos del diseño. Una órbita de un diseño es el conjunto de todos los demás diseños en los que puede transformarse; debido al grado invariante, las órbitas son necesariamente finitas y los estabilizadores son de índices finitos. De manera similar, se puede definir el estabilizador de una órbita (el subgrupo que fija todos los elementos de la órbita) y el correspondiente campo de módulos de la órbita, otra invariante del diseño. El estabilizador de la órbita es el subgrupo normal máximo de {\displaystyle \Gamma } contenido en el estabilizador del diseño, y el campo de módulos de la órbita corresponde a la extensión normal más pequeña de {\displaystyle \mathbb {Q} } que contiene el campo de módulos del diseño. Por ejemplo, para los dos diseños conjugados considerados en esta sección, el campo de módulos de la órbita es {\displaystyle \mathbb {Q} ({\sqrt {21}})}. Las dos funciones de Belyi {\displaystyle f_{1}} y {\displaystyle f_{2}} de este ejemplo están definidas sobre el campo de módulos, pero existen diseños para los cuales el campo de definición de la función de Belyi debe ser mayor que el campo de módulos.